# Rajecký hrad
Rajecký hrad, resp. Hrad Rajec jsou ruiny, které se nacházejí v katastrálním území obce Jasenové na ostrožně severně od kopce Dubová v nadmořské výšce přibližně 660 m. Z hradu se zachovaly pouze zbytky kamenného zdiva doložené archeologickým průzkumem, s náznaky valu poměrně skromného objektu. Před objevením kamenného zdiva se předpokládalo, že jde o hradiště. Původně se poloha hradu Rajec předpokládala na jižních svazích kopce Dubová směrem do Malé Černé, případně někde na ostrovech starého toku Rajčanky.

## Dějiny
První písemná zmínka pochází z roku 1299, ale postaven byl někdy v poslední čtvrtině 13. století, protože existují zprávy, že původním majitelům hrad násilně zabral v roce 1297 Matúš Čák Trenčanský. Po jeho smrti hrad připadl králi. V letech 1392–1397 byl hrad záložním majetkem Kaplaniů. Potom ho král Zikmund Lucemburský dal zbourat a opuštěný hrad přešel pod správu lietavského panství. Archeologický průzkum potvrdil existenci kamenného objektu chráněného zemním valem s palisádou. Celkové rozměry dosahovaly přibližně 120 × 80 metrů.